# 麻園みき
麻園 みき（あさぞの みき、1973年5月23日 - ）は、日本の女優、実業家。
宝塚歌劇団77期生の男役タカラジェンヌで、花組と星組に14年間にわたって在籍した。愛称は「みっくん」。姉は、星組男役トップスターであった麻路さき。芸名は、姉の芸名「麻路さき」と自身の本名「みきこ」から付けられた。本人は、宝塚音楽学校に入学する前は娘役を希望していた。
宝塚退団後もOGとして舞台やイベントに出演しているほか、株式会社凛花（旧Rose de Blue）の副社長、「J.歌劇・ダンス倶楽部」の講師なども務めている。

## 略歴

### 生い立ち
東京都生まれ。3歳からピアノをはじめる。
1986年に町田市立南第二小学校を卒業した。
町田市立南成瀬中学校では合唱部、合唱クラブに所属し、さらに合唱団にも所属し全国コンクールに2年連続参加した。1989年3月に南成瀬中学校を卒業し、宝塚音楽学校に入学した。

### 宝塚時代
- 1991年に宝塚歌劇団の77期生として入団し、月組公演『ベルサイユのばら―オスカル編―』で初舞台を踏む[5]。

入団時の成績は40人中35番だった
- 1992年1月13日[6]に花組に配属される。
- 1992年花組公演『白扇花集』[7]
- 1993年、花組公演『メランコリック・ジゴロ』でポーター役[8]
- 1994年、花組公演『ブラック・ジャック 危険な賭け』／『火の鳥』でビッグX役[9]
- 1995年、花組公演『ダンディズム！』[10]
- 1996年、花組公演『ハウ・トゥ・サクシード』でウォンパー会長役[11]
- 1997年、花組全国ツアー『風と共に去りぬ』でチャーリー役[12]
- 1998年の真矢みき退団花組公演『SPEAKEASY』で真矢みき演じるマクフィスの子分カーティス役[13]
- 1999年、花組公演『夜明けの序曲』で駒井梅二郎役[14]
- 2000年、花組公演『トム・ジョーンズの華麗な冒険』でブリフィル役[15]
- 2001年、花組公演『ミケランジェロ』でロマーノ役[16]
- 2002年に星組に組替えとなる。
- 2002年、星組公演『プラハの春』でシュナイダー局長役[17]
- 2003年、星組公演『雨に唄えば』でロッド役[18]
- 2004年12月26日[6]、星組公演『花舞う長安』で李林甫役／『ロマンチカ宝塚'04』[19]東京宝塚劇場公演千秋楽で宝塚歌劇団を退団した。

### 宝塚退団後
実業家として
2005年3月に河野香澄と共に「Rose de Blue」（後に株式会社ロゼ）を設立した。取締役専務、広報として活動する。イベントでアロマなどの講師も務める。
2014年11月に「株式会社ロゼ」から「株式会社凛花」に社名変更し、取締役副社長となる。予防医学、ヒーリング、アロマテラピー、クリスタル療法など自然療法の観点から製品の企画販売に取り組む。
女優として
2010年から宝塚OGとして芸能活動を再開し、レビューショーやコンサートなどに出演する。
2012年7月11日にテレビ東京の『ナナクロ7』の第15夜に出演した
2013年8月1日にエフエム宝塚の「レビュー・ステイション」に出演した
2014年9月7日に宝塚歌劇100周年記念 宝塚OG音楽コンサートに出演した
2014年10月「大坂の陣400年プロジェクト」 太鼓×歌劇『大阪城パラディオン』‐将星☆真田幸村‐の木村重成役で出演した
2015年1月 上町台地の地域情報紙『うえまち』2015年1月号の新春特別企画「大阪城・歌劇武将隊」特集で、大阪城天守閣館長の北川央と対談した